# 鰂魚涌海濱花園

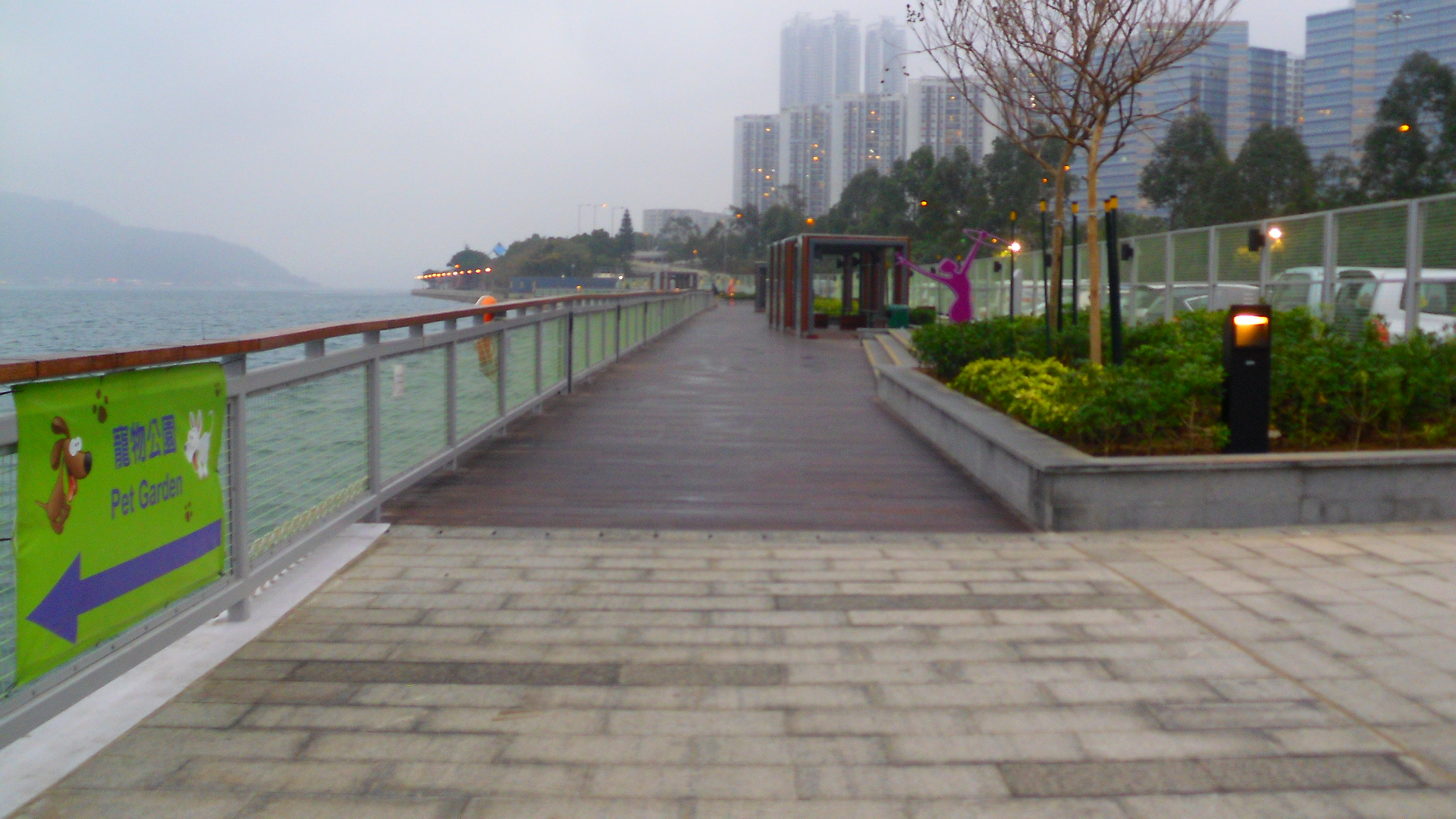
非寵物公園部份

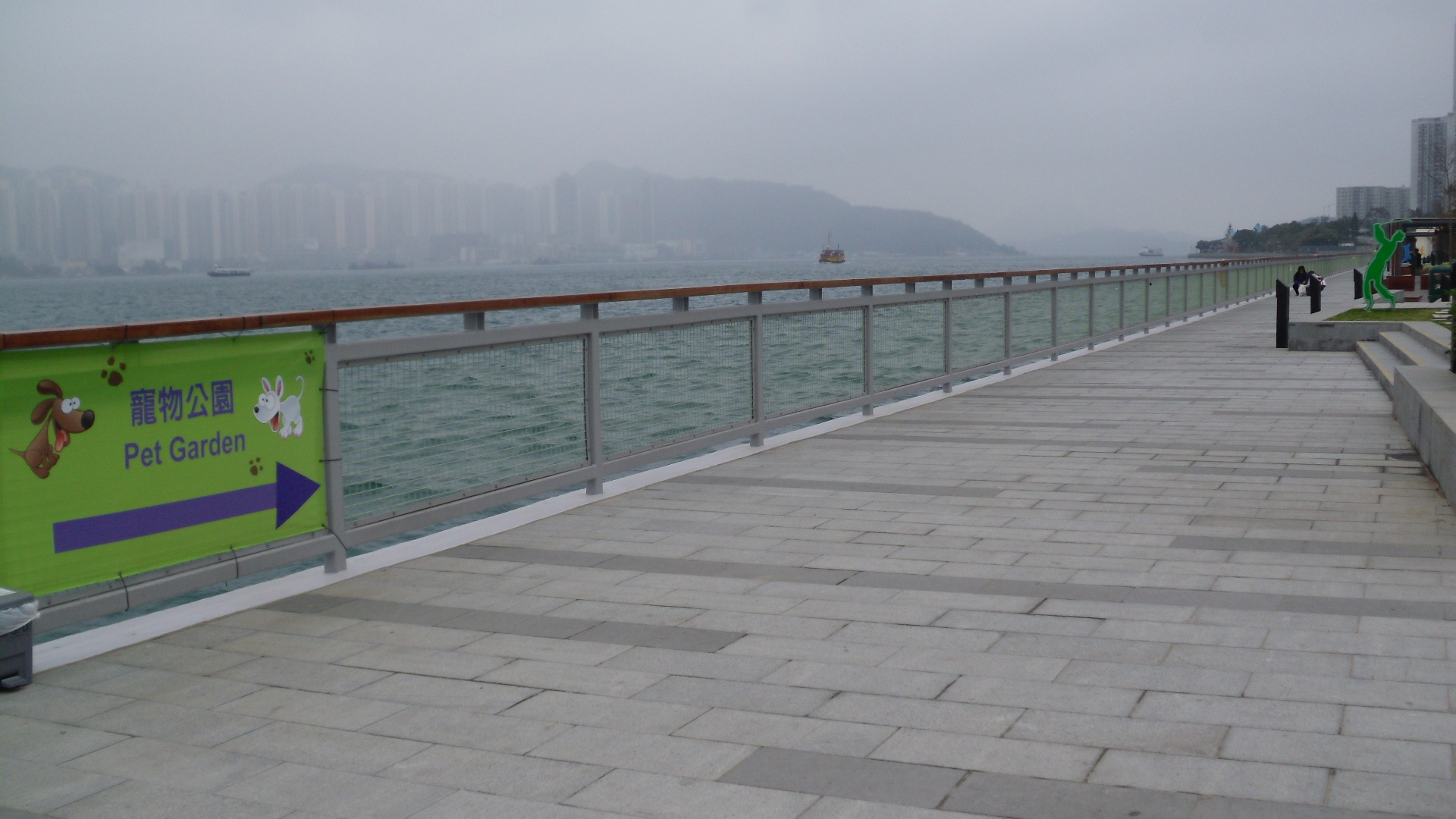
寵物公園部份

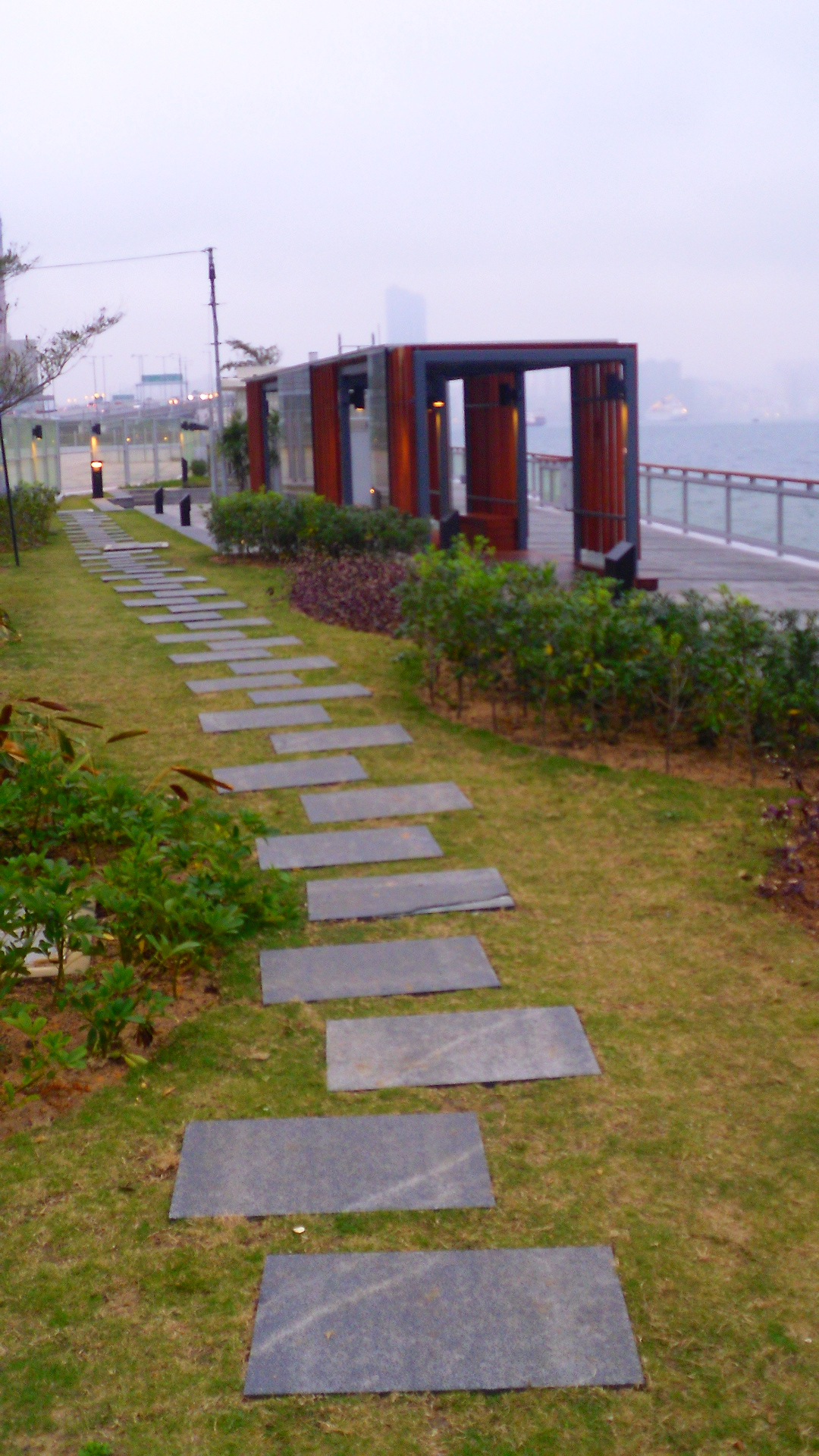
甲板後的草地小石徑

鰂魚涌海濱花園（英語：Quarry Bay Promenade），興建時稱為海裕街臨時海濱長廊，是香港的一條海濱長廊，位於香港島鰂魚涌海裕街，耗資1,950萬港元興建，於2012年12月28日啟用，由康樂及文化事務署管理。
值得一提，附近缺少寵物公園，最近要去到廉政公署後方較少人知道的民康街寵物公園，以及北角海濱花園寵物公園。

## 設施及建築
- 海濱長廊及綠化區，約長500米，採用「前低後高」兩級台階設計；前面稍低一級，方便公眾親臨海旁，後面稍高一級，為草坪花園長廊，滿種樹木和灌木，可以眺望維多利亞港的景致，花園內的木棧道和花崗石地台是特別為了配合沿海環境而設。
- 寵物公園，面積達2,500平方米[1]

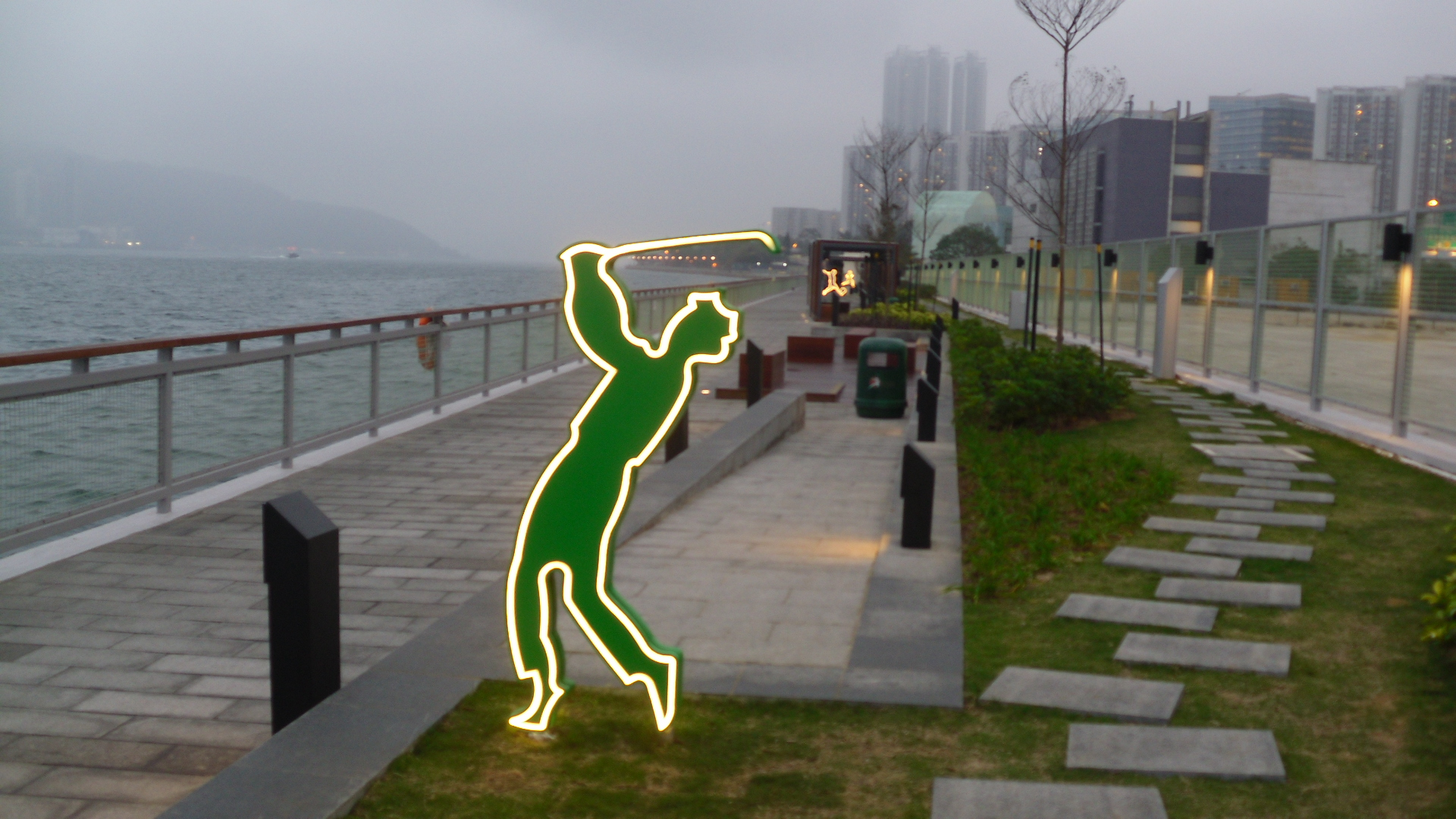
無障礙斜道
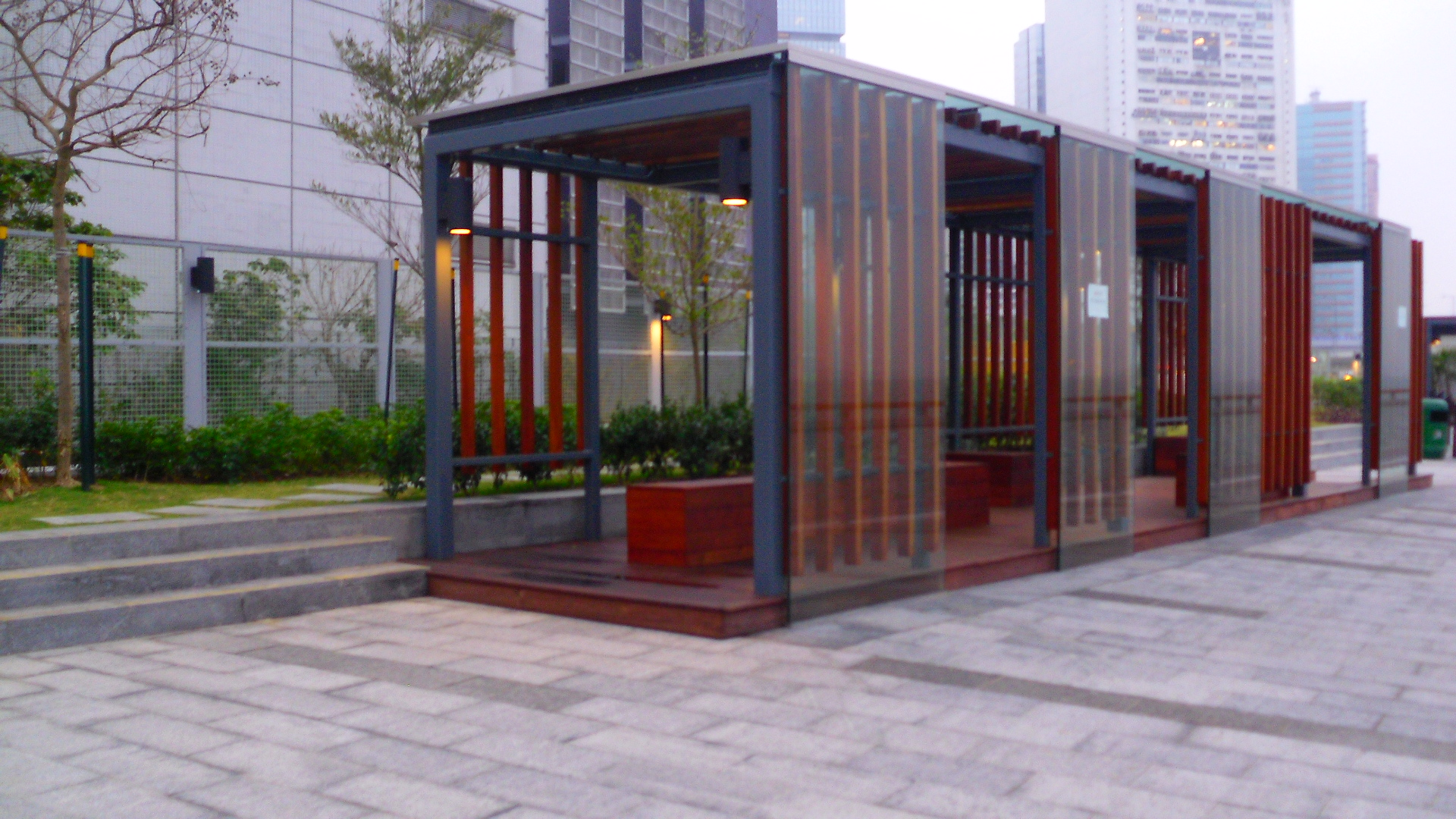
富藝術氣息的有蓋木椅雅座
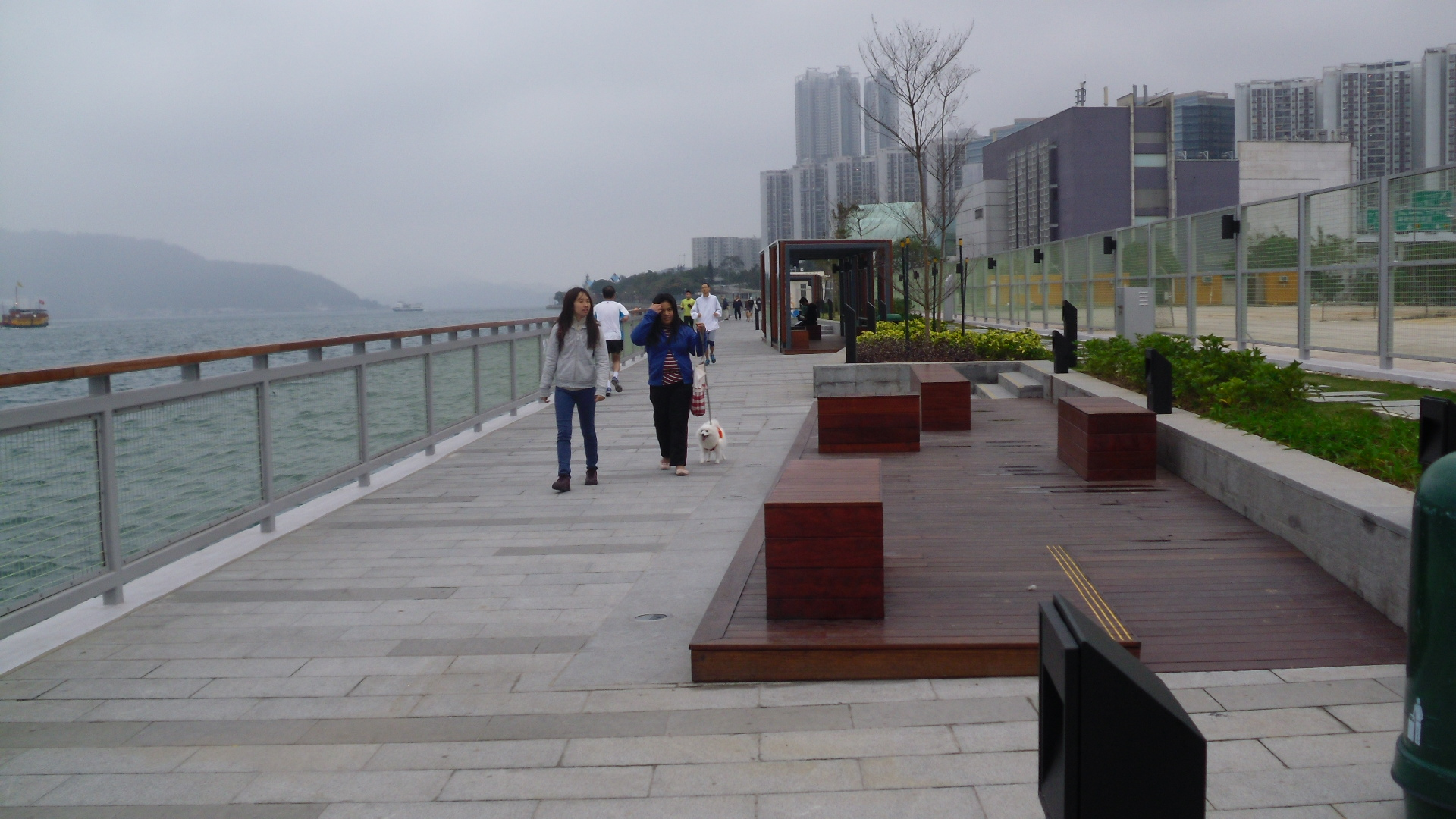
露天木椅
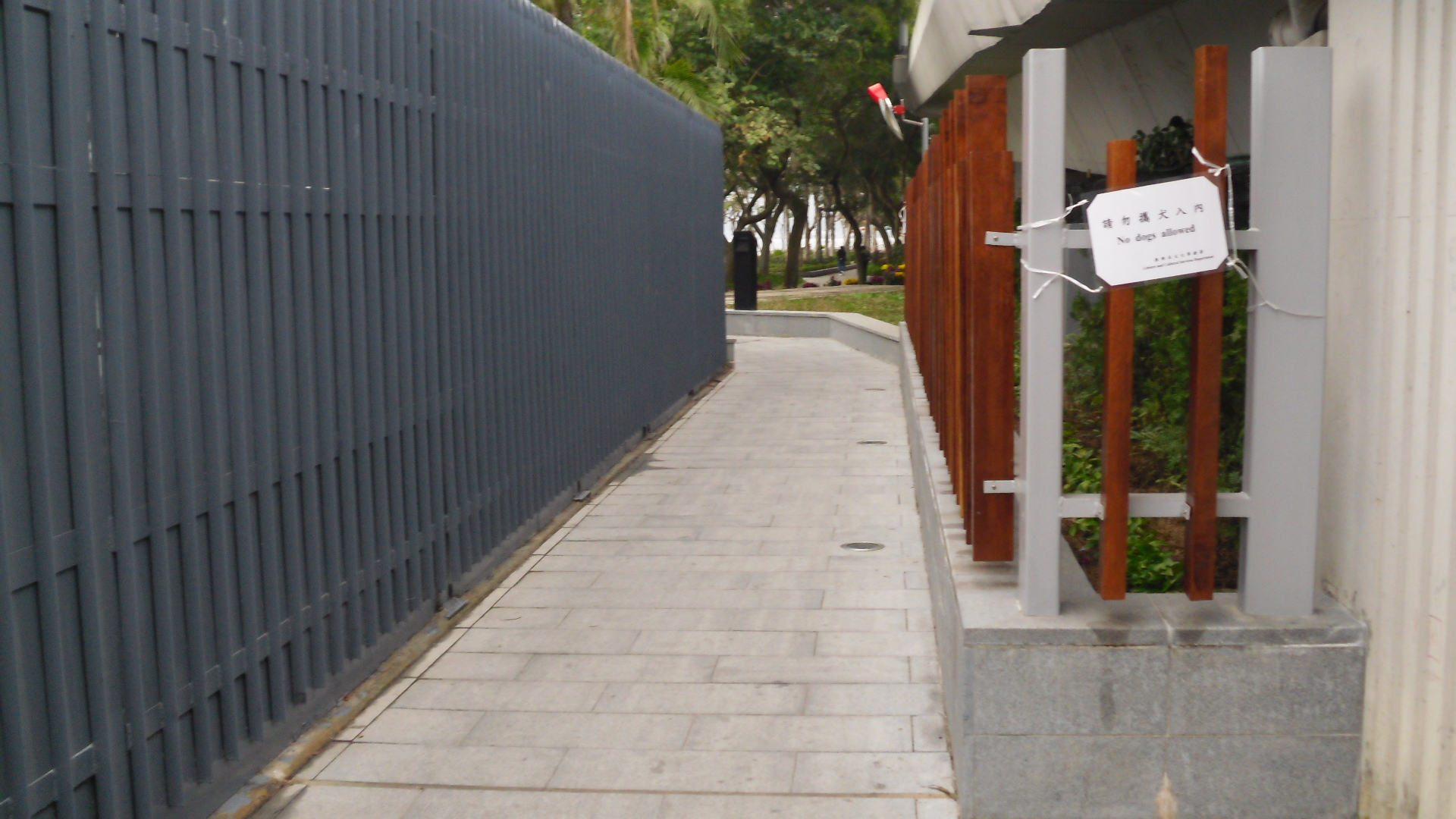
連接原有的鰂魚涌公園（通過煤氣用地）

- 長椅
- 避雨亭
- 洗手間[2]
- 香港天文台鰂魚涌潮汐站
- 港鐵及東隧通風井
- 鰂魚涌煤氣調壓站
- 收費停車場

- 無障礙斜道
- 富藝術氣息的有蓋木椅雅座
- 露天木椅
- 連接原有的鰂魚涌公園（通過煤氣用地）

## 問題
海濱花園的木地板落成僅4年，但多處已出現破損、翹起的情況。康文署只用「牛皮膠紙」作修補。康文署表示已展開更換木地板工程，但到2017年第一季才完成修復。但木地板依舊快速損耗，康文署遂於2021年中起全面更換成麻石地板。

## 鄰近地方
- 鰂魚涌公園
- 西灣河海濱公園